# Дубина, Кузьма Кондратьевич
Кузьма́ Кондра́тьевич Дубина́ (укр. Кузьма Кіндратович Дубина) (23 октября 1906, с. Подгородное, ныне в составе с. Новопавловка, Межевский район, Днепропетровская область, Украина — 22 сентября 1967, Киев, Киевская область, Украина) — украинский советский военный историк, доктор исторических наук, профессор.

## Биография
Член ВКП(б) с 1931 г.
В 1936 г. окончил обучение в Ленинградском институте журналистики. Учился также в Институте красной профессуры.
В 1939—1941 гг. находился на должности заведующего кафедры марксизма-ленинизма Киевского авиационного института. В 1949 г. защитил кандидатскую диссертацию в Академии общественных наук при ЦК КПСС.
С 1956 по 1964 г. занимал должность ректора Института повышения квалификации преподавателей общественных наук при Киевском университете.
Профессор с 1962 г. В 1964—1967 гг. был директором Института истории Академии наук УССР. Доктор исторических наук с 1966 г. Получил в 1967 г. звание «Заслуженный деятель науки УССР».
Основными научными интересами была история Великой Отечественной войны, в частности, история Украинской ССР в военные годы.
Скончался 22 сентября 1967 года, похоронен на Байковом кладбище Киева.

## Редакторская деятельность
С 1943 по 1949 г. был на должности директора Государственного политического издательства УССР (Госполитиздат). В 1967 г. был главным редактором издания «Украинский исторический журнал», входил в состав редколлегии журнала «Коммунист Украины». Был также редактором и соавтором киевских изданий: «История Украинской ССР» (в 2 т., 1967) и «Украинская ССР в Великой Отечественной войне Советского союза 1941—1945 гг.» (в 3 т., 1967—1969).

## Основные научные работы
- Дубина К. К. 778 трагических дней Киева. — К., 1945.
- Дубина К. К. В годы тяжёлых испытаний. — К., 1962.
- Дубина К. К. Злодеяния немцев в Киеве. — ОГИЗ; Госполитиздат, 1945. — 47 с.
- Дубина К. К. Ленинская теория социалистической революции и её всемирно-историческое значение. — К., 1959.